# Radicaal 109
Van de in totaal 214 Kangxi-radicalen heeft radicaal 109 de betekenis oog. Het is een van de drieëntwintig radicalen die bestaat uit vijf strepen.
In het Kangxi-woordenboek zijn er 647 karakters die dit radicaal gebruiken.
De vroegste variant van dit karakter was een realistisch getekend menselijk oog. Mettertijd is het karakter een kwartslag gedraaid en abstracter geworden.

## Karakters met het radicaal 109

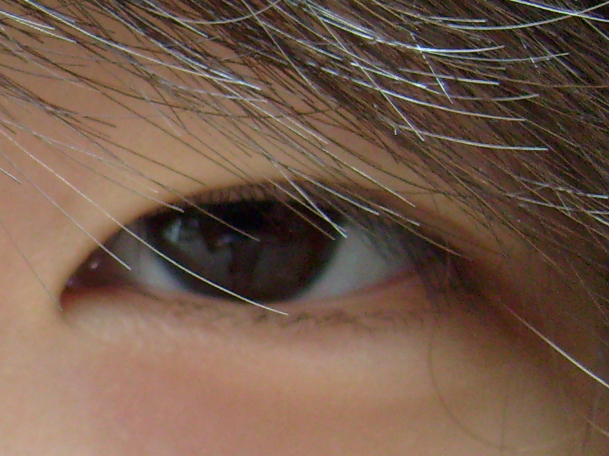
Oog van een Koreaanse vrouw.

| Strepen | Karakter                                                                                        |
| ------- | ----------------------------------------------------------------------------------------------- |
| + 0     | 目                                                                                              |
| + 2     | 盯                                                                                              |
| + 3     | 盰 盱 盲 盳 直 盵                                                                               |
| + 4     | 盶 盷 相 盹 盺 盻 盼 盽 盾 盿 眀 省 眂 眃 眄 眅 眆 眇 眈 眉 眊 看 県 眍                         |
| + 5     | 眎 眏 眐 眑 眒 眓 眔 眕 眖 眗 眘 眙 眚 眛 眜 眝 眞 真 眠 眡 眢 眣 眤 眥 眦 眧 眨 眩 眪 眫 眬 眿 |
| + 6     | 眭 眮 眯 眰 眱 眲 眳 眴 眵 眶 眷 眸 眹 眺 眻 眼 眽 眾                                           |
| + 7     | 着 睁 睂 睃 睄 睅 睆 睇 睈 睉 睊 睋 睌 睍 睎 睏 睐 睑                                           |
| + 8     | 睒 睓 睔 睕 睖 睗 睘 睙 睚 睛 睜 睝 睞 睟 睠 睡 睢 督 睤 睥 睦 睧 睨 睩 睪 睫 睬 睭             |
| + 9     | 煛 睮 睯 睰 睱 睲 睳 睴 睵 睶 睸 睹 睺 睻 睼 睽 睾 睿 瞀 瞁 瞂 瞃 瞄 瞅 瞆                      |
| + 10    | 瞇 瞈 瞉 瞊 瞋 瞌 瞍 瞎 瞏 瞐 瞑 瞒 瞓                                                          |
| + 11    | 瞔 瞕 瞖 瞗 瞘 瞙 瞚 瞛 瞜 瞝 瞞 瞟 瞠 瞡 瞢 瞣                                                 |
| + 12    | 瞤 瞥 瞦 瞧 瞨 瞩 瞪 瞫 瞬 瞭 瞮 瞯 瞰 瞱 瞲 瞳 瞴 瞵 瞶 瞷                                     |
| + 13    | 瞸 瞹 瞺 瞻 瞼 瞽 瞾 瞿 矀 矁 矂                                                                |
| + 14    | 矃 矄 矅 矆 矇 矈 矉 矊                                                                         |
| + 15    | 矋 矌 矍 矎 矏                                                                                  |
| + 16    | 矐 矑 矒 矓                                                                                     |
| + 18    | 矔                                                                                              |
| + 19    | 睷 矕 矗                                                                                        |
| + 20    | 矘 矙                                                                                           |
| + 21    | 矖 矚                                                                                           |

Orakelbotkarakter
Bronskarakter
Groot zegelkarakter